# ایرانیان فرانسه
ایرانیان فرانسه (به فرانسوی: Diaspora iranienne en France) گروه قومیتی هستند، دارای ملیتی ایرانی یا ایرانی‌زاده‌ای که در کشور فرانسه زندگی می‌کنند. منابع کشور فرانسه جمعیت ایرانیان و ایرانی‌تباران فرانسه را در سال ۲۰۰۰ میلادی ۱۸٬۳۷۶ شمارش کرده‌است.

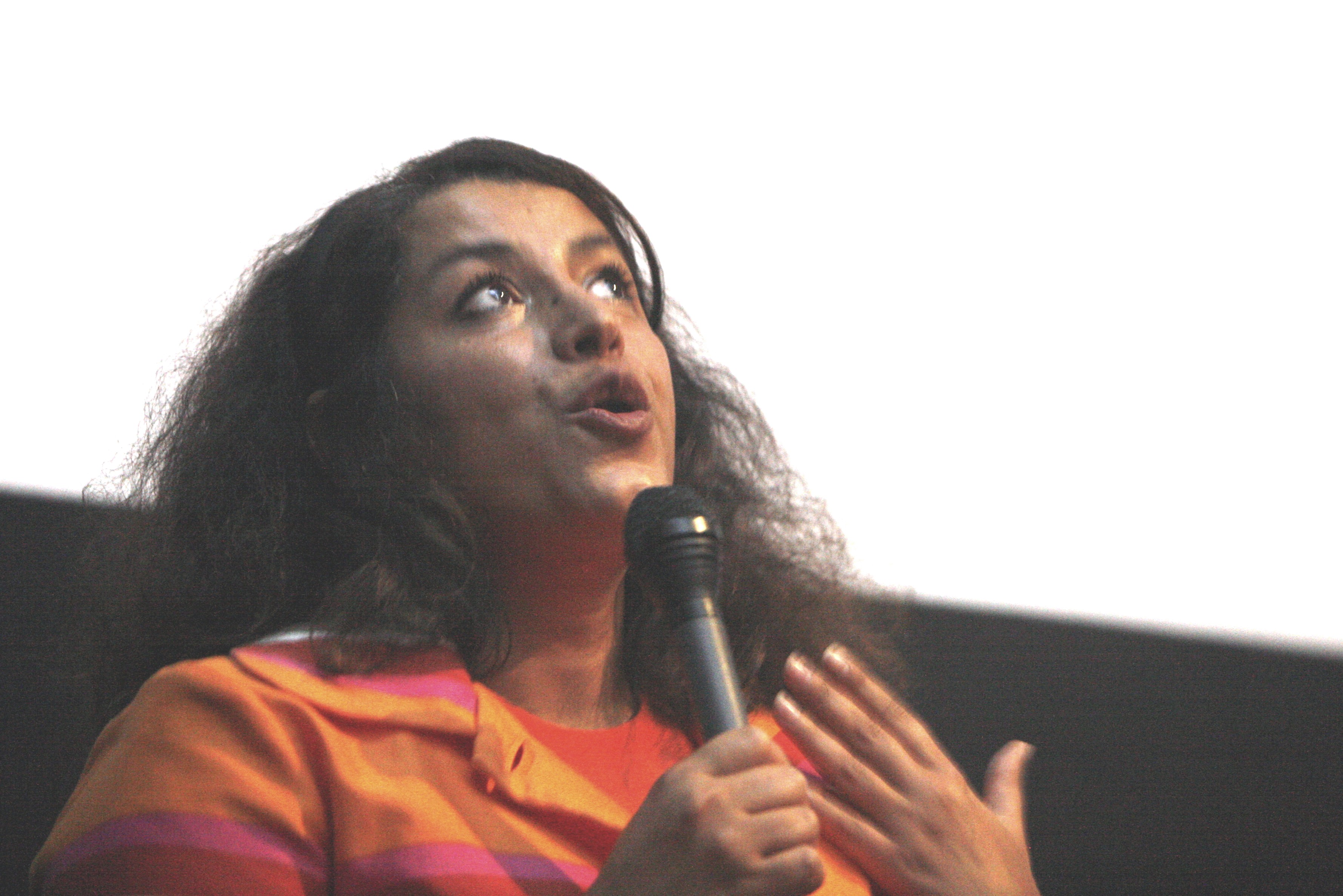
مرجان ساتراپی نویسنده و کارگردان ایرانی مقیم فرانسه، اوت ۲۰۰۷‏